# Davide Motaran
Davide Motaran (Vercelli, 14 novembre 1984) è un hockeista su pista italiano, difensore della Rotellistica Camaiore.

## Carriera
Cresciuto nel settore giovanile dell’Amatori Vercelli, ha debuttato in Serie A1 nel 2003 con il Roller Novara e nel 2014 si è laureato campione d’Europa con la nazionale italiana.

## Palmarès

### Club

#### Competizioni nazionali
- Campionato italiano: 6

Marzotto Valdagno: 2009-2010
CGC Viareggio: 2010-2011
Forte dei Marmi: 2013-2014, 2014-2015, 2015-2016, 2018-2019
- Supercoppa italiana: 5

Marzotto Valdagno: 2010
CGC Viareggio: 2013
Forte dei Marmi: 2014, 2017, 2019
- Coppa Italia: 2

CGC Viareggio: 2010-2011
Forte dei Marmi: 2016-2017

### Nazionale
- Campionato europeo: 1

Alcobendas 2014